# Manoncourt-en-Vermois
Manoncourt-en-Vermois és un municipi francès situat al departament de Meurthe i Mosel·la i a la regió del Gran Est. L'any 2007 tenia 324 habitants.

## Demografia

### Població
El 2007 la població de fet de Manoncourt-en-Vermois era de 324 persones. Hi havia 111 famílies, de les quals 15 eren unipersonals (4 homes vivint sols i 11 dones vivint soles), 38 parelles sense fills, 50 parelles amb fills i 8 famílies monoparentals amb fills.
La població ha evolucionat segons el següent gràfic:
Habitants censats

### Habitatges
El 2007 hi havia 123 habitatges, 116 eren l'habitatge principal de la família, 2 eren segones residències i 6 estaven desocupats. 116 eren cases i 8 eren apartaments. Dels 116 habitatges principals, 92 estaven ocupats pels seus propietaris i 24 estaven llogats i ocupats pels llogaters; 2 tenien dues cambres, 4 en tenien tres, 33 en tenien quatre i 77 en tenien cinc o més. 98 habitatges disposaven pel capbaix d'una plaça de pàrquing. A 33 habitatges hi havia un automòbil i a 75 n'hi havia dos o més.

### Piràmide de població
La piràmide de població per edats i sexe el 2009 era:
| Homes | Edats   | Dones |
| ----- | ------- | ----- |
| 0     | 95 o +  | 0     |
| 0     | 90 a 94 | 0     |
| 0     | 85 a 89 | 4     |
| 0     | 80 a 84 | 0     |
| 0     | 75 a 79 | 0     |
| 4     | 70 a 74 | 8     |
| 4     | 65 a 69 | 0     |
| 8     | 60 a 64 | 12    |
| 0     | 55 a 59 | 4     |
| 28    | 50 a 54 | 4     |
| 12    | 45 a 49 | 20    |
| 4     | 40 a 44 | 4     |
| 16    | 35 a 39 | 12    |
| 0     | 30 a 34 | 12    |
| 4     | 25 a 29 | 0     |
| 8     | 20 a 24 | 4     |
| 0     | 15 a 19 | 4     |
| 4     | 10 a 14 | 20    |
| 8     | 5 a 9   | 4     |
| 0     | 0 a 4   | 8     |

## Economia
El 2007 la població en edat de treballar era de 210 persones, 165 eren actives i 45 eren inactives. De les 165 persones actives 152 estaven ocupades (83 homes i 69 dones) i 13 estaven aturades (4 homes i 9 dones). De les 45 persones inactives 16 estaven jubilades, 15 estaven estudiant i 14 estaven classificades com a «altres inactius».

### Ingressos
El 2009 a Manoncourt-en-Vermois hi havia 120 unitats fiscals que integraven 337,5 persones, la mediana anual d'ingressos fiscals per persona era de 19.523 €.

### Activitats econòmiques
Dels 10 establiments que hi havia el 2007, 1 era d'una empresa alimentària, 1 d'una empresa de fabricació d'altres productes industrials, 2 d'empreses de construcció, 1 d'una empresa de comerç i reparació d'automòbils, 3 d'empreses de serveis, 1 d'una entitat de l'administració pública i 1 d'una empresa classificada com a «altres activitats de serveis».
Dels 3 establiments de servei als particulars que hi havia el 2009, 1 era un taller de reparació d'automòbils i de material agrícola, 1 autoescola i 1 lampisteria.
L'únic establiment comercial que hi havia el 2009 era una fleca.
L'any 2000 a Manoncourt-en-Vermois hi havia 3 explotacions agrícoles que ocupaven un total de 654 hectàrees.

## Poblacions més properes
El següent diagrama mostra les poblacions més properes.